# Мілові Горки
Міло́ві Го́рки (каз. Меловые Горки) — село у складі Уральської міської адміністрації Західноказахстанської області Казахстану. Входить до складу Зачаганської селищної адміністрації.
Населення — 1553 особи (2021; 618 у 2009, 560 у 1999, 480 у 1989).